# Brazílie na Letních olympijských hrách 1980
Brazílie se účastnila Letní olympiády 1980 v Moskvě. Zastupovalo ji 106 sportovců (91 mužů a 15 žen) ve 14 sportech.

## Medailisté
| Medaile | Jméno                                                     | Sport    | Soutěž                          |
| ------- | --------------------------------------------------------- | -------- | ------------------------------- |
| Zlato   | Lars Sigurd Bjorkström Alexandre Welter                   | Jachting | Družstvo mužů Tornado           |
| Zlato   | Marcos Soares Eduardo Penido                              | Jachting | Družstvo mužů 470               |
| Bronz   | João Carlos de Oliveira                                   | Atletika | Muži trojskok                   |
| Bronz   | Ciro Marques Jorge Fernandes Djan Madruga Marcus Mattioli | Plavání  | Muži štafeta 4×200 m volný styl |